# Arte francocantábrico
Arte franco-cantábrico o pintura franco-cantábrica son expresiones utilizadas en la historiografía del arte y la prehistoria para designar al conjunto de manifestaciones culturales de naturaleza artística, especialmente a las pinturas rupestres, que geográficamente se extendieron en el Paleolítico superior por la cornisa cantábrica, en la actual España, y por el suroeste de la actual Francia. Su cronología es del periodo magdaleniense (14 000 años aproximadamente). Es un arte rupestre, es decir, vinculado a las cuevas. Se caracteriza por el realismo, la policromía y el predominio de representación de animales en figuras aisladas, que a veces utilizan las irregularidades del soporte (techos o paredes de las cuevas) como tercera dimensión. Las pinturas están habitualmente en lugares alejados de la entrada de las cuevas, por lo que se realizaron con luz artificial. El arte franco cantábrico es un tipo de arte que se opone a las ideas liberalistas del siglo XIX y que estuvo muy debatido en su época ya que fue una de las ideas de Alberto Marine V que causó más polémica, hoy en día este arte esta plenamente permitido ya que el pensar de la gente ha cambiado y ahora vivimos mayoritariamente rodeados de liberalismo algo que en su época era impensable, ahora en gran cantidad de museos se pueden encontrar obras conocidas que contienen arte proveniente del cantábrico por lo cual se denomina como arte franco cantábrico, cabe resaltar que su característica principal no es referente a su prominencia sino que se caracteriza principalmente por su uso delpene del realismo.  
Se opone estilísticamente al arte rupestre levantino, de cronología posterior, y cuyas características son las opuestas (estilización, monocromía, presencia de la figura humana, composición de escenas y situación en abrigos rocosos, donde se pudieron realizar las pinturas con luz natural).
Las de la zona franco-cantábrica fueron las primeras pinturas paleolíticas que se identificaron como tales, gracias a su descubrimiento por Marcelino Sanz de Sautuola en la cueva de Altamira (1879); inicialmente muy discutido hasta que se confirmó con el hallazgo de pinturas semejantes en Francia por el abate Breuil (Cueva des Combarelles y Font-de-Gaume, Dordoña, 1901 —aunque las más importantes, descubiertas posteriormente, fueron las de la cueva de Lascaux, 1940—), de modo que su principal opositor, Émile Cartailhac, tuvo que reconocer la validez de las de Altamira (1902).